# Pfad für Kinder
Der Pfad für Kinder ist ein Zusammenschluss von Pflege- und Adoptivelterngruppen und -vereinen, Pflege- und Adoptivfamilien, Tagespflegeeltern und Fachkräften der Jugendhilfe.

## Ziele des Vereins
Der Verein möchte dazu beitragen, dass möglichst viele Kinder in Familien aufwachsen können, Pflege- und Adoptivfamilien begleiten, für ihre Aufgaben vorbereiten und qualifizieren. Er fordert intensive Sozialarbeit mit den Herkunftsfamilien vor, während und nach der Unterbringung ihres Kindes in einer Pflege-/Adoptivfamilie. In Zusammenarbeit mit öffentlichen und freien Trägern der Jugendhilfe möchte er ein flächendeckendes Netz von Zusammenschlüssen der Pflege- und Adoptivfamilien schaffen.

## Aktivitäten
Der Pfad für Kinder bereitet Pflegebewerber in Zusammenarbeit mit Jugendbehörden auf ihre Tätigkeit vor, führt regelmäßige Fachtagungen für Pflege-/Adoptivfamilien und Fachkräfte der Jugendhilfe durch und veranstaltet Qualifizierungsmaßnahmen für Familienpflege und Bereitschaftspflegefamilien. Er bietet für Interessierte themenorientierte Fortbildung durch Seminare und Tagungen an und berät im Bereich des Pflege- und Adoptivkinderwesens. Daneben informiert er durch eigene Beiträge in der Fachzeitschrift des Bundesverbandes und gibt eine Verbands- und Informationsschrift „PFAD – AKTUELL“ mit Informationen zu rechtlichen, pädagogischen und psychologischen Fragestellungen heraus.
In seinem Bestreben, die Vernetzung zu fördern arbeitet er mit in- und ausländischen Verbänden zusammen, die sich um das Wohl der Kinder bemühen und führt regional und landesweit Gespräche mit Personen aus Behörden, Institutionen, Bildungsstätten, Kirche und Politik.
Seit Oktober 2009 bietet er das Projekt „Schulung von ehrenamtlichen Multiplikatoren und Beiständen zur Stärkung der Selbsthilfe von Pflege- und Adoptivfamilien vor Ort“. Zielsetzung ist die Qualifizierung von erfahrenen Pflege- und Adoptiveltern als Multiplikatoren, um auf regionaler Ebene Beratung und Gruppenarbeit zur Unterstützung von Pflege- und Adoptivfamilien in die Praxis umzusetzen. Das auf drei Jahre angelegte Projekt wird von der Stiftung Aktion Mensch unter dem Schwerpunkt „Förderung des bürgerschaftlichen Engagements“ bezuschusst.

## Organisation
Es existieren Landesverbände in den Bundesländern Baden-Württemberg, Bayern, Berlin-Brandenburg, Hamburg, Rheinland-Pfalz und Schleswig-Holstein.

## Mitgliedschaften
Der Pfad für Kinder ist Mitglied im DPWV PFAD-BV (Bundesverband der Pflege- und Adoptivfamilien) und der Deutschen Liga für das Kind.

## Medienberichte
- Bildungsportal Augsburg
- Bericht der Arbeitsgemeinschaft für Sozialberatung und Psychotherapie zum Projekt Multiplikatorenschulung
- Bericht zum Multiplikatorenprojekt. Bericht zum Multiplikatorenprojekt im Das Fachkräfteportal der Kinder- und Jugendhilfe. In: www.jugendhilfeportal.de. IJAB – Fachstelle für Internationale Jugendarbeit der Bundesrepublik Deutschland e. V., ehemals im Original (nicht mehr online verfügbar); abgerufen am 1. Februar 2023. (Seite nicht mehr abrufbar. Suche in Webarchiven)
- Pressemitteilung zum 30-jährigen Bestehen Pfad für Kinder Augsburg